# Macedonia en los Juegos Paralímpicos de Sídney 2000
Macedonia estuvo representada en los Juegos Paralímpicos de Sídney 2000 por dos deportistas masculinos. El equipo paralímpico macedonio no obtuvo ninguna medalla en estos Juegos.